# Comuna Drăgănești, Neamț
Drăgănești este o comună în județul Neamț, Moldova, România, formată din satele Drăgănești (reședința), Orțăști, Râșca și Șoimărești.

## Așezare
Comuna se află în extremitatea nord-estică a județului, la limita cu județul Suceava, pe malul drept al râului Moldova. Este străbătută de șoseaua județeană DJ155B, care o leagă spre sud de Timișești (unde se intersectează cu DN15B) și Urecheni și spre nord în județul Suceava de Boroaia (unde se termină în DN15C).

## Demografie
Componența etnică a comunei Drăgănești
     Români (93,54%)
     Alte etnii (6,46%)
Componența confesională a comunei Drăgănești
     Ortodocși (82,78%)
     Creștini de rit vechi (9,78%)
     Alte religii (0,91%)
     Necunoscută (6,52%)
Conform recensământului efectuat în 2021, populația comunei Drăgănești se ridică la 1.533 de locuitori, în creștere față de recensământul anterior din 2011, când fuseseră înregistrați 1.389 de locuitori. Majoritatea locuitorilor sunt români (93,54%). Din punct de vedere confesional, majoritatea locuitorilor sunt ortodocși (82,78%), cu o minoritate de creștini de rit vechi (9,78%), iar pentru 6,52% nu se cunoaște apartenența confesională.

## Politică și administrație
Comuna Drăgănești este administrată de un primar și un consiliu local compus din 9 consilieri. Primarul, Ion Nechifor[*], de la Partidul Național Liberal, este în funcție din 2016. Începând cu alegerile locale din 2024, consiliul local are următoarea componență pe partide politice:
|  | Partid                          | Consilieri | Componența Consiliului | Componența Consiliului | Componența Consiliului | Componența Consiliului | Componența Consiliului | Componența Consiliului |
|  | ------------------------------- | ---------- | ---------------------- | ---------------------- | ---------------------- | ---------------------- | ---------------------- | ---------------------- |
|  | Partidul Național Liberal       | 6          |                        |                        |                        |                        |                        |                        |
|  | Partidul Social Democrat        | 2          |                        |                        |                        |                        |                        |                        |
|  | Alianța pentru Unirea Românilor | 1          |                        |                        |                        |                        |                        |                        |

## Istorie
La sfârșitul secolului al XIX-lea, comuna făcea parte din plasa Moldova de Jos a județului Suceava și era formată din satele Drăgănești, Pănurești, Orțești, Giulești, Tonți, Șoimărești, Brusturi, Săvești, Poiana Prisăcii și Cornilești, având în total 3614 locuitori. În comună funcționau trei mori, opt biserici și trei școli rurale mixte. Anuarul Socec din 1925 consemnează comuna în plasa Boroaia a aceluiași județ, având 2280 de locuitori în satele Drăgănești, Orțești, Săvești, Șoimărești și Tonți, după ce mai multe sate s-au separat pentru a forma comuna Brusturi. În 1931 este consemnat în plus și satul Pănurești, comuna făcând parte din județul Baia.
În 1950, comuna a fost transferată raionului Târgu Neamț din regiunea Bacău, iar satul Săvești a trecut la comuna Răucești. Satul Tonți a primit în 1964 denumirea de Râșca. În 1968, comuna a trecut la județul Neamț și a fost desființată, satele ei trecând la comuna Brusturi (care a luat numele de Brusturi-Drăgănești). Comuna Drăgănești a fost reînființată în 2004, iar comuna Brusturi-Drăgănești a revenit la denumirea de Brusturi.

## Monumente istorice
Singurul obiectiv din comuna Drăgănești inclus în lista monumentelor istorice din județul Neamț ca monument de interes local este situl arheologic de „la Temelie” (lângă satul Orțăști), sit ce cuprinde urmele unei așezări din secolele al XIV-lea–al XVI-lea.